# Dotdash Meredith
Dotdash Meredith (trước đây là About.com) là một công ty truyền thông kỹ thuật số ở Thành phố New York, Mỹ. Công ty phát hành những bài viết và video trực tuyến về nhiều chủ đề gồm sức khỏe, nhà cửa, ăn uống, tài chính, công nghệ, lối sống, giáo dục, du lịch,… phục vụ chủ yếu người dùng Bắc Mỹ. Công ty vận hành nhiều trang tin trực tuyến như Verywell, Investopedia, The Balance, Byrdie, MyDomaine, Brides, The Spruce, Simply Recipes, Serious Eats, Liquor.com, Lifewire, TripSavvy, TreeHugger, và ThoughtCo. Tháng 8 năm 2012, About.com được mua lại bởi IAC, chủ sở hữu của Ask.com và các thương hiệu trực tuyến khác, lợi nhuận chủ yếu thu từ quảng cáo.

## Lịch sử

### Thành lập và phát triển, About.com
Công ty About.com được thành lập năm 1996 với tên The Mining Company. Trang web hoạt động kể từ ngày 21 tháng 4 năm 1997 bởi Scott Kurnit, người sở hữu Internet; Bill Day; và một nhóm các doanh nhân ở Thành phố New York. Mục tiêu ban đầu của trang web là duy trì 1.800 chủ đề, nhưng sau 5 năm hoạt động, con số này đã giảm xuống 700.
Tên công ty được đổi thành About, Inc. ngày 17 tháng 5 năm 1999, và địa chỉ của website cũng được đổi từ miningco.com thành about.com. Công ty đã được mua lại bởi PriMedia năm 2000 trong một hợp đồng bán About với giá 690 triệu $. Tháng 2 năm 2005, The New York Times Company thông báo mua lại About.com, và công việc mua đã hoàn tất trong nửa đầu năm đó với giá 410 triệu $. Google cùng với Yahoo!, Ask.com, và AOL cũng được thông báo là những nhà thầu khác cũng tham gia việc mua lại About.com.
Website About.com được chia làm nhiều miền con theo nhiều chủ đề đa dạng. Nội dung được viết bởi một mạng lưới các người viết, được trang này gọi là các Hướng dẫn viên (Guides). Các hướng dẫn viên là những người có kinh nghiệm trong lĩnh vực mà họ viết, và mỗi hướng dẫn viên chỉ viết cho một chủ đề.
About.com đóng cửa trên 40% chủ đề hiện có của trang vào năm 2002. Đa phần trong số đó bị xóa hoàn toàn, một số thì được gộp vào các chủ đề khác. Tuy nhiên, quyền bản quyền của người viết ra chúng thì vẫn còn và các nội dung đó cũng đã xuất hiện trên các trang web khác.
Tháng 5 năm 2005, The New York Times Company đưa Scott Meyer lên làm chủ tịch và CEO của About.com. Ngày 7 tháng 5 năm 2007, About.com mua lại ConsumerSearch với giá 33 triệu $.
Tháng 6 năm 2008, Cella M. Irvine là chủ tịch và CEO mới của tập đoàn About. Irvine đã thế vị trí CEO bị bỏ trống từ tháng 3 năm 2008 khi Scott Meyer rời ghế để lãnh đạo một công ty khác.
Tên miền about.com có ít nhất 448 triệu lượt người xem năm 2008, theo một ước tính của Compete.com, một website nghiên cứu lưu lượng web.

### 2017-nay: Đổi tên thành Dotdash và hợp nhất với Meredith Corp.
Ngày 2 tháng 5 năm 2017, IAC thông báo họ đã đổi tên About.com thành Dotdash.
Ngày 6 tháng 10 năm 2021, Dotdash thông báo đã tiếp nhận sở hữu tạp chí và các ấn phẩm khác của Meredith Corporation với 2,7 tỷ $, thành một thực thể mới có tên Dotdash Meredith.